# Wieland Elfferding
Wieland Elfferding (* 1950) ist ein in Berlin lebender deutscher Autor, Publizist und Lehrer.

## Leben
Nach seinem Abitur am Max-Slevogt-Gymnasium in Landau in der Pfalz studierte Elfferding an der Freien Universität in Berlin Philosophie, Politologie und russische Philologie. Er schloss sein Studium dort mit einer Diplomarbeit über „Die Einbeziehung der Werktätigen in die Planung und Leitung des sozialistischen Industriebetriebs seit den Wirtschaftsreformen von 1965 in der UdSSR“ (1975) ab. Danach nahm er Lehrtätigkeiten an der Freien Universität Berlin und der Universität Innsbruck wahr, wo er z. B. im Wintersemester 1995/96 über „Analysen zur Veränderung von sozialem Sinn durch das Fernsehen“ dozierte. Er schrieb und gab zahlreiche Bücher zu gesellschaftspolitischen und kulturphilosophischen Problemen heraus. Heute publiziert er regelmäßig in Wochenzeitungen wie der Freitag.
Elfferding, der sich in den 80er Jahren besonders mit Themen der Theorie des Marxismus beschäftigte, analysierte später die Ästhetik des Nationalsozialismus und setzte sich mit ökologischen Fragestellungen und Naturklischees auseinander. Er untersuchte unter anderem kritisch die Erscheinung Helmut Kohls in den Medien. 1986 war Elfferding gemeinsam mit Helmut Dubiel und Hilde Schramm maßgeblich an der Debatte um das Gesetz über die Akademie der Wissenschaften zu Berlin beteiligt.
Wieland Elfferding übersetzte auch Schriften des britischen Soziologen Stuart Hall im Rahmen der Ausgabe seiner Gesammelten Werke ins Deutsche.
Zurzeit arbeitet er an der Friedensburg-Oberschule in Berlin als Lehrer und gleichzeitig als Oberstufenkoordinator.

## Werke
- Selbstverwaltung (mit Wolfgang Fritz Haug). Berlin 1981, ISBN 3-88619-014-5
- Neue soziale Bewegungen und Marxismus (mit Wolfgang Fritz Haug). Berlin 1982, ISBN 3-88619-078-1
- Marxismus und Theorie der Parteien (mit Michael Jäger und Thomas Scheffler). Berlin 1983, ISBN 3-88619-091-9
- Ist es hier schön. Landschaft nach der ökologischen Krise (mit Anton Holzer). Wien 2000, ISBN 978-3-85132-240-8
- Die Alpen-Sherpa (mit Anke Bünz-Elfferding). Innsbruck 2002, Neuauflage 2009, ISBN 3-85218-404-5.
- Die Berggeher. Aus einem Bergführerleben. Österreichischer Jagd- und Fischerei-Verlag, Wien 2011. ISBN 978-3-85208-092-5

### Essays
- "Notiz zum Diskurs des 'Heidelberger Manifest'". Das Argument 25 (1983), S. 254–260.
- "Ist ein Parteienbündnis ohne Vorherrschaft möglich?" Das Argument 26 (1984), S. 849–863.
- "Opferritual und Volksgemeinschaftsdiskurs am Beispiel des Winterhilfswerks." In: Faschismus und Ideologie 2. Das Argument 1980.
- “Rechtspopulistische Potentiale in der CDU/CSU”. In: Helmut Dubiel (Hrsg.): Populismus und Aufklärung. Frankfurt/M. 1986, S. 150–189.
- "Tatsachen – gibt es die noch? Zur Aktualität von Hannah Arendts Gedanken zur politischen Öffentlichkeit." Neue Zürcher Zeitung, Jg. 222 (2001), Nr. 202 v. 1./2. September 2001, S. 57.